# Jaguar Land Rover
A Jaguar Land Rover Automotive PLC é a holding da Jaguar Land Rover Limited, uma empresa multinacional inglesa de automóveis, com sede em Coventry, em Midlands Ocidentais, e uma subsidiária da empresa automotiva indiana Tata Motors. A principal atividade da Jaguar Land Rover Limited é o projeto, desenvolvimento, fabricação e venda de veículos com as marcas Jaguar e Land Rover.
Ambas as marcas têm histórias longas e complexas antes de sua fusão — a Jaguar remonta à década de 1930 e a Land Rover à década de 1940 — reunindo-se pela primeira vez em 1968 como parte do malfadado conglomerado British Leyland, mais tarde novamente independentes umas das outras como subsidiárias da BMW (no caso da Land Rover) e da Ford Motor Company (Jaguar). A Ford adquiriu a Land Rover da BMW em 2000, após o desmembramento do antigo Grupo Rover, que era efetivamente o restante das empresas de produção de automóveis da British Leyland.
A Jaguar Land Rover é uma subsidiária da Tata Motors desde que a mesma fundou-a para a aquisição da Jaguar Cars Limited e Land Rover da Ford em 2008. Em 1 de janeiro de 2013 as operações da Jaguar Cars Limited e Land Rover foram fundidas como Jaguar Land Rover Limited e a empresa-mãe foi renomeado para Jaguar Land Rover Automotive PLC.

## História
As duas empresas são detentoras de histórias longas e bastantes complexas antes da fusão delas — a Jaguar remonta à década de 1930 e a Land Rover à década de 1940 — reunindo-se pela primeira vez em 1968 como partes da British Leyland, permaneceram neste conglomerado até 1984. Posteriormente, a Jaguar Cars e a Land Rover foram reunidas no mesmo grupo novamente pela Ford Motor Company em 2002. A Ford adquiriu a Jaguar Cars em 1989 e a Land Rover da BMW em 2000. Em 2006, a Ford adquiriu a marca Rover da BMW por cerca de 6 milhões de libras. Isso reuniu as marcas Rover e Land Rover pela primeira vez desde que o Grupo Rover foi desmembrado pela BMW em 2000.
Em 18 de janeiro de 2008, a Tata Motors, uma parte do Grupo Tata, estabeleceu a Jaguar Land Rover Limited como uma subsidiária integral registrada na Grã-Bretanha. A empresa deveria ser usada como uma holding para a aquisição dos dois negócios da Ford — Jaguar Cars Limited e Land Rover. Essa aquisição foi concluída em 2 de junho de 2008. Em 1 de janeiro de 2013, o grupo, que operava como duas empresas distintas (Jaguar Cars Limited e Land Rover), embora de forma integrada, sofreu uma reestruturação fundamental. A empresa-mãe foi renomeada para Jaguar Land Rover Automotive PLC, a Jaguar Cars Limited foi renomeada para Jaguar Land Rover Limited e os ativos (excluindo certos interesses chineses) da Land Rover foram transferidos para ela. A consequência foi que a Jaguar Land Rover Limited tornou-se responsável no Reino Unido pela concepção, fabrico e comercialização dos produtos Jaguar e Land Rover.
Além das marcas Jaguar e Land Rover, a Jaguar Land Rover também detém os direitos das marcas inativas Daimler, Lanchester e Rover. Esta última foi adquirida pela Land Rover — enquanto ainda estava sob a propriedade da Ford — da BMW no rescaldo do colapso do Grupo MG Rover; A BMW manteve a propriedade da marca quando desmembrou o Grupo Rover em 2000, depois licenciou-a para a MG Rover.

## Produtos
A Jaguar Land Rover atualmente vende veículos sob as marcas Jaguar e Land Rover.